# Coves de Batu
Les coves de Batu (tàmil: பத்து மலை; xinès: 黑風洞) és un conjunt de coves situades en un turó de pedra calcària de Gombak (Selangor), a Malàisia, conegudes per ser un dels santuaris hindus més populars fora de l'Índia. El temple està dedicat a Murugan.

## Història
Es considera que la pedra calcària que forma les coves de Batu té uns quatre-cents milions d'anys d'antiguitat. Algunes de les coves van ser utilitzades com a refugi per les tribus aborígens.
A començaments de la dècada del 1860 els colons xinesos van començar a extreure guano de les coves per a emprar-lo com a fertilitzant.
El comerciant indi K. Thamboosamy Pillai va promoure aquest indret com a lloc d'adoració, inspirat per la forma de l'entrada de la cova principal, dedicant un temple a Murugan. El 1890 va instal·lar una estàtua (murti) de la deitat Murugan al lloc conegut actualment com a la cova del Temple. Des del 1892, s'hi celebra la festivitat hindú de Thaipusam.
El 1920 s'hi van construir unes escales de fusta a la cova del Temple, substituïdes posteriorment per 272 esglaons de formigó. A banda de la cova del Temple, hi ha altres temples menors a les coves.

## Flora i fauna

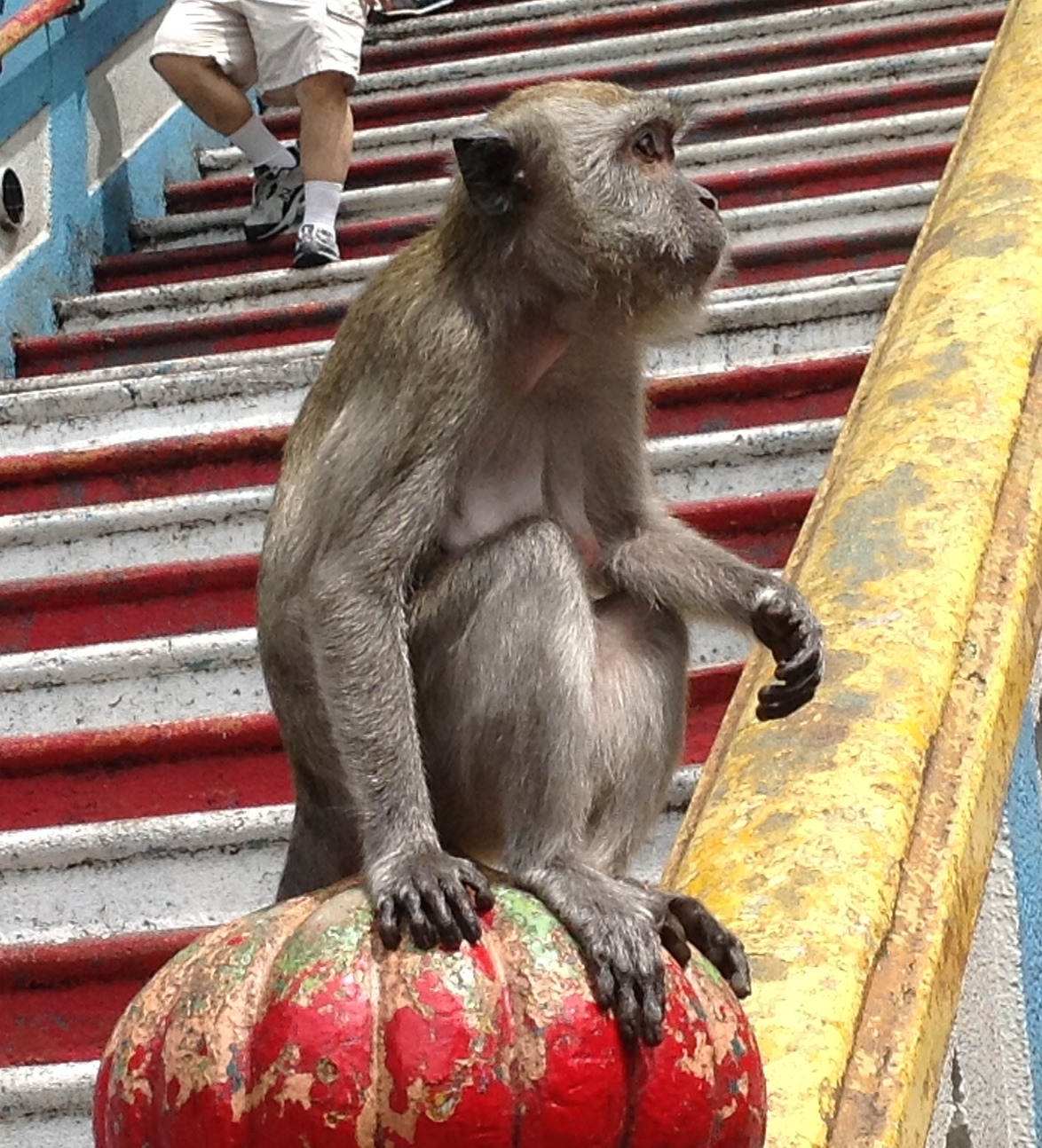
Macaco menjacrancs a les coves de Batu.

La xarxa de coves acull un ampli ventall d'espècies animals, entre elles espècies que només hi viuen aquí com Dugesia batuensis o alguns tipus de lifístids i ratpenats. El lloc també és conegut pels seus macacos.
Per mantenir aquesta biodiversitat, l'accés a moltes de les coves és restringit. La Societat de Natura de Malàisia organitza visites educatives a l'interior d'aquestes coves.